# Bursera infernidialis
Bursera infernidialis är en tvåhjärtbladig växtart som beskrevs av F. Guevara-fefer & J. Rzedowski. Bursera infernidialis ingår i släktet Bursera och familjen Burseraceae. Inga underarter finns listade i Catalogue of Life.